# Zelotes aestus
Zelotes aestus är en spindelart som först beskrevs av Tucker 1923.  Zelotes aestus ingår i släktet Zelotes och familjen plattbuksspindlar.
Artens utbredningsområde är Namibia. Inga underarter finns listade i Catalogue of Life.